# Freislighe
Freislighe ist eine irische Strophenform mit Silbenzählung. Deren komplexe Systeme aus Reimen, Alliterationen und Assonanzen können ins Deutsche nicht genau übertragen werden. 
Vereinfacht gesagt, besteht die Freislighe (sprich: Freschlíh) immer aus Vierzeilern mit jeweils sieben Silben. Die Zeilen 1 und 3 enden auf dreisilbige Reime; die Zeilen 2 und Reim 4 mit zweisilbigen Reimen. Das gesamte Gedicht (nicht die einzelne Strophe) sollte außerdem mit der gleichen ersten Silbe (oder dem gleichen Wort bzw. Satzbestandteil) enden, mit der es angefangen hat. Der Fachausdruck für diesen zirkulären Schluss heißt "dunadh". Ein Prinzip, das in allen gälischen Strophenformen wiederkehrt. 
Das Reim- und Silbenschema sieht folglich so aus: 
xxxx(aaa)
xxxxx(bb)
xxxx(aaa)
xxxxx(bb)